# Geki (pilota automobilistico)
Geki, pseudonimo di Giacomo Russo (Milano, 23 ottobre 1937 – Caserta, 18 giugno 1967), è stato un pilota automobilistico italiano.

## Carriera
Pilota di talento nelle formule minori italiane, partecipò a tre Gran Premi d'Italia di Formula 1 dal 1964 al 1966.
Dal 1961 al 1964 fu quattro volte consecutive campione di Formula Junior/F3 italiana.
Morì in un incidente durante una gara di Formula 3 a Caserta, nel 1967, che costò la vita anche ai piloti Beat Fehr e Romano "Tiger" Perdomi.
La salma di Geki venne traslata a Milano, dove fu composta, come poche settimane prima per Lorenzo Bandini, la camera ardente nella chiesa di San Carlo; il corteo funebre sfilò poi fino alla sede dell'Automobile Club meneghino. Geki venne sepolto nel Cimitero Maggiore.

## Risultati in Formula 1
| 1964 | Scuderia   | Vettura      |  |  |  |  |  |  |  |    |  |  |  | Punti | Pos. |
| ---- | ---------- | ------------ |  |  |  |  |  |  |  | -- |  |  |  | ----- | ---- |
| 1964 | Rob Walker | Brabham BT11 |  |  |  |  |  |  |  | NQ |  |  |  | 0     |      |

| 1965 | Scuderia | Vettura  |  |  |  |  |  |  |  |     |  |  |  | Punti | Pos. |
| ---- | -------- | -------- |  |  |  |  |  |  |  | --- |  |  |  | ----- | ---- |
| 1965 | Lotus    | Lotus 25 |  |  |  |  |  |  |  | Rit |  |  |  | 0     |      |

| 1966 | Scuderia | Vettura  |  |  |  |  |  |  |   |  |  |  |  | Punti | Pos. |
| ---- | -------- | -------- |  |  |  |  |  |  | - |  |  |  |  | ----- | ---- |
| 1966 | Lotus    | Lotus 33 |  |  |  |  |  |  | 9 |  |  |  |  | 0     |      |

| Legenda | 1º posto     | 2º posto | 3º posto    | A punti         | Senza punti/Non class.  | Grassetto – Pole position Corsivo – Giro più veloce |
| Legenda | Squalificato | Ritirato | Non partito | Non qualificato | Solo prove/Terzo pilota | Grassetto – Pole position Corsivo – Giro più veloce |